# Agatea schlechteri
Agatea schlechteri är en violväxtart som beskrevs av Melch.. Agatea schlechteri ingår i släktet Agatea och familjen violväxter. Inga underarter finns listade i Catalogue of Life.